# Trapt
I Trapt sono un gruppo musicale rock statunitense formatosi a Los Gatos (California) nel 1997.

## Storia del gruppo
Il gruppo si è formato nel 1997 e ha esordito in maniera indipendente nel giugno 1999 pubblicando l'album Amalgamation. I membri originali della band sono Chris Taylor Brown (voce), Simon Ormandy (chitarra), Peter Charell (basso) e David Stege (batteria). Nel 2000 è uscito un EP indipendente intitolato The Glimpse.
Dopo aver firmato un contratto con la Warner Bros. Records, il gruppo ha pubblicato il suo primo album per una major nel novembre 2002: si tratta dell'eponimo Trapt, anticipato dal singolo Headstrong. L'album Trapt è stato certificato disco di platino dalla RIAA.
Nel settembre 2005 è stato pubblicato il secondo album in studio, Someone in Control.
Dopo un album dal vivo uscito nel 2007, il gruppo ha subito una modifica nella formazione con l'addio di Simon Ormandy e l'ingresso di Robb Torres alla chitarra. Successivamente è uscito l'album Only Through the Pain, il primo album uscito per la Eleven Seven Music.
Nel 2009 il gruppo ha preso parte al Crüe Fest, progetto live-video ideato dai Mötley Crüe. Nel 2010 è la volta di No Apologies, disco prodotto da Johnny K.
Nel 2013 è uscito il sesto album Reborn.

## Formazione

### Formazione attuale
- Chris Taylor Brown – voce, chitarra ritmica (1997-presente)
- Robb Torres – chitarra solista, cori (2008-presente)
- Pete Charell – basso (1997-presente)
- Aaron 'Monty' Montgomery – batteria, percussioni (2001-presente)

### Ex componenti
- Simon Ormandy – chitarra solista (1997-2008)
- Robin Diaz – batteria (2000-2001)
- David Stege – batteria (1997-2000)

## Discografia

### Album in studio
- 1999 – Amalgamation
- 2002 – Trapt
- 2005 – Someone in Control
- 2008 – Only Through the Pain
- 2010 – No Apologies
- 2013 – Reborn
- 2016 – DNA

### Album dal vivo
- 2007 – Trapt Live!

### Raccolte
- 2011 – Headstrong